# Carsidara shikokuensis
Carsidara shikokuensis är en insektsart som först beskrevs av Miyatake 1981.  Carsidara shikokuensis ingår i släktet Carsidara och familjen Carsidaridae. Inga underarter finns listade i Catalogue of Life.